# Кастри ди Лече
Ка̀стри ди Лѐче (на италиански: Castri di Lecce, на местен диалект Castrì, Кастри) е малко градче и община в Южна Италия, провинция Лече, регион Пулия. Разположено е на 47 m надморска височина. Населението на общината е 3010 души (към 2011 г.).